# Ourapteryx excellens
Ourapteryx excellens là một loài bướm đêm trong họ Geometridae.